# MARBLE FEVER
『MARBLE FEVER』（マーブルフィーバー）は、コナミアミューズメントが2018年より稼働を開始した、フィーバーシリーズ第6弾となる、中型メダルプッシャーゲーム機。

## 概要
本作では、プッシャーフィールドにメダルの代わりにマーブルが敷き詰められておりマーブルを発射してプレイする。後述する各種物理抽選にも用いられる。
マーブルの発射方法は、メダルの投入に合わせて発射されるメダルモードとメダルをＶenusFountainやDREAMSPEHERと同様にクレジット分として貯留し、手元の発射ボタンを押して任意のタイミングで発射するクレジットモードがある。加えてオートエントリー機能も搭載しており、発射する球数を指定して自動でマーブルを発射することが出来る。
e-AMUSEMENT PASSを用いてプレイする場合は、 メニュー画面から切り替え可能。さらに「MILLIONET」の機能の一つであるミリオンキーパーを併用することでメダルに一切手を触れることなくプレイが可能である。ただし、ミリオンキーパーを使用してメダルを引き出した場合は自動的にクレジットモードに固定されモードの切り替えはできない。また、メダルの投入は出来てもペイアウトボタンが無効となる。
また、e-AMUSEMENT PASS使用時は「確変」時や「MARBLEチャンス」時の抽選球数が50球以上（超MARBLEチャンス時は9球以上）で流れる楽曲をそれぞれ設定できる。ラインナップは本ゲームオリジナル楽曲は勿論、コナミがこれまでにリリースしたメダルゲーム・音楽ゲーム・家庭用ゲームで使用された楽曲、クラシック、童謡などである。
100円貸出機能も搭載しておりFORTUNETRINITY3と同様に100円～400円は投入した枚数分だけメダルを貸し出した後にボーナスルーレットが発動し、当選すると様々なボーナスを獲得できる。500円は、SP抽選となり、マーブルを用いた物理抽選を行う(店舗により、SPルーレットができない店舗もある)。

## 登場キャラクター
ジャン
遊園地に憧れる好奇心旺盛なキツネの男の子
パネラ
遊園地に憧れる天真爛漫なスナドリネコの女の子
マスター
マーブルランドの支配人であるタイリクオオカミ。ジャンとパネラをマーブルランドに招待した。

## 基本ルール
前述したように、プッシャーフィールドにはメダルの代わりにマーブルを発射してプッシャーの動きを利用しマーブルを落としていく。マーブルの発射口は払い出し口としても用いられる。発射口の角度は左右それぞれに付いたボタンで調節可能である。
チャッカーにマーブルが通過するとスロットが回転する。最大10個までストックが保留され、10個ストックが保留された状態でチャッカーに通過するごとに当選時のマーブル払い出し個数が上がっていく。また、フィーバーシリーズとしてはストックレベルに4と5が新たに追加された（15球→30球→50球→70球→100球）。
本作の確変は、FORTUNETRINITY2と同じ＊のような並びの3ラインである。当選したライン数に応じて配当が倍になる。当選した図柄の数字×5回転が回数として加算される（3が当選した場合は15回転で、当選ラインが複数の場合は倍加し、当選図柄×当選ライン数＝○○（加算分数値）となる）といった回転回数付きのモードとなっており、通常図柄が揃っても0になるまで継続される。確変中に確変図柄が当選した場合は前述の当選した時同様に回数が加算される。
なお、確変中・後述のパレードモード・JP当選時のマーブルの払い出し中はチャッカーは一定時間の間無効となる。

### スロットの当選役
- 222/444/666/888 - 通常図柄。マーブル払い出し（15球～100球）。
- 111/333/555/999 - 確変図柄。マーブル払い出し（15球～100球）＋当選した図柄の数字×5回転分確変回数加算。
- 777 - ダイレクトMARBLEチャンス（77球（超MARBLEチャンス時(2019年12月のアップデート以降はプレミアムパレードモード中限定)は12球））に挑戦。（2019年12月のアップデート以降は、プレミアムパレードモード突入）
- DDD - ダイレクトMARBLEチャンス（30球（超、2019年12月のアップデート以降のMARBLEチャンス時は5球））に挑戦。
- BIGマーブル - BIGマーブル払い出し。

## MARBLEチャンスSTEP
BIGマーブルをフィールドから落とすとSTEPが一つ溜まる。3STEPまで溜まるとMARBLEチャンスに突入する（過去のシリーズ作であるファンタジックフィーバー、スピンフィーバーと同様のシステムである）。
STEPが一つ溜まるごとに、スロット画面前の抽選機にマーブルが発射され、MARBLEチャンスに用いる球数を抽選する。
1STEPごとに増える球数は5球～30球。1STEP目に限りダイレクト（30球（超MARBLEチャンス時は5球））が抽選に追加される。
全STEPで7がそろった場合は、21球ではなく７７７チャンスとなり77球での抽選となる。
同様に全STEPで5がそろった場合は、GO-GOチャンスとなり55球での抽選となる。
超MARBLEチャンスSTEP（一部のオフライン店舗では未実装）
BIGマーブルをフィールドから落とすとSTEPが一つ溜まり、3STEPまで溜まるとMARBLEチャンスに突入する点はMARBLEチャンスSTEPと同様である。
しかし、MARBLEチャンスSTEPの獲得個数の6分の1での獲得となる。全STEPで1がそろった場合,GO-GOチャンスとなり9球のチャンスへと発展する。
アップデート後（SUPER MARBLEチャンスSTEP）
BIGマーブルをフィールドから落とすとSTEPが一つ溜まり、3STEPまで溜まるとMARBLEチャンスに突入する点は従来のバージョンと同様である。
しかし、アップデート後ではMARBLEチャンスに用いる球数ではなく、ボーナス（過去のシリーズ作であるファンタジックフィーバー3、スピンフィーバーにおけるSTEP UP BONUSに類似）を抽選する。獲得できるボーナスは以下の通り。
- 5WIN,30WIN(1、2STEP限定),50WIN(1STEP限定)

表記されている分のマーブルがフィールドに払い出される。
- BIGマーブル(3STEP限定),2BIGマーブル(2STEP限定)

BIGマーブルがフィールドに払い出される。
- ステップアップJACKPOT＋50(1、2STEP限定)

ステップアップJACKPOTの枚数が50枚増加する。
- ダイレクト(1STEP限定)

ダイレクトでSUPER MARBLEチャンス（5球）に挑戦できる。
なお,ダイレクトを除きいずれの場合も、抽選球数は「2球」と表示される。

## MARBLEチャンス
MARBLEチャンスSTEPで獲得したマーブルを用いて抽選を行う。専用の発射口からマーブルを上に向けて射出し、1・2つ目の抽選機構でOUTポケット二つの間に存在するNEXTポケットを通過してルーレット画面上の3つ目の抽選機構で抽選する。マーブルJACKPOTチャンス・パレードモードは、それぞれ6球入賞で獲得となる。同時に権利を獲得することも可能。5球未満は入った数に応じてそれぞれのエリアが拡張される。
また、本作ではMARBLEチャンスの抽選機構は各ステーションごとに設置されているため、抽選に待たされることがない。
- 3WIN・5WIN- 表示された枚数分の配当獲得。（超MARBLEチャンスでは10WINと15WINに変化）（2019年12月のアップデート以降は全て5ＷIN、レインボー出現時は全て10WIN）。
- ？ - ランダムに配当獲得か抽選球数が増加（超、2019年12月のアップデート以降は抽選球数の増加は出ない）。
- マーブルJACKPOTチャンス - 6球(超、2019年12月のアップデート以降では1球)入賞で抽選権利獲得。獲得後は入賞ごとに、抽選で使用される球数が1球増加。
- パレードモード - 6球(超MARBLEチャンスでは1球)入賞で抽選終了後に突入。獲得後は入賞ごとに、スロットの抽選回数が1回増加（同モードについては後述）。

2019年12月のアップデート以降は、パレードモードが、ステップアップJPに変更。ステップアップJPのプログレッシブ値（初期値は標準設定で100、最大500である。加算はステップアップJP獲得に失敗すると12～20追加、ステーションチャンス1、2球目にステップアップJP＋50に入賞すると50追加、SP課金ルーレットでステップアップＪＰ＋100に入賞で100追加）を獲得する。2回以上入賞すると払い出しマーブル数が入賞するごとに2倍になる。
なお、ステップアップＪＰの最高球数は理論上512,000球である(そうなれば前代未聞の事になるが)。

### 超MARBLEチャンス
メニュー画面の項目からMARBLEチャンスを超MARBLEチャンスに切り替える事が可能である。
MARBLEチャンスと同様にMARBLEチャンスSTEPで獲得したマーブルを用いて抽選を行う。マーブルJACKPOTチャンスやパレードモードといった通常は6球入賞しないと獲得できないボーナスを1球で獲得できるが、挑戦球数はMARBLEチャンスの約６分の１となる。また、HITしなかったボーナスは1段階のみ拡張される。　

### ダイレクトMARBLEチャンス
スロット抽選で777（2019年12月のアップデート前）かDDD図柄が当選、または1球目のMARBLEチャンスSTEP抽選でダイレクトを獲得するとMARBLEチャンスに突入する。スロット抽選で獲得した場合、STEPはそのままである。抽選に用いる球数は777とSP抽選のダイレクトMARBLEチャンス77球ポケットは77球(12球)、DDDとダイレクトは30球(5球)となる。（なお、()内は超、2019年12月のアップデート以降のMARBLEチャンス設定時の球数）

### MARBLE ITEMスロット
MARBLEチャンスで各JACKPOTチャンスポケット・パレードモードポケットに3球入った場合に出現する。図柄はメダル・MARBLEチャンスで使用するマーブルの追加。WINの場合はその場で払い出し、マーブルの場合は、MARBLEチャンスSTEPが3STEPになったときに発動し球数が加算される。2つ以上（最大3つ）のスロットでいずれもマーブルだった場合は獲得した合計球数が表示される。ダイレクトMARBLEチャンス抽選時にはMARBLE ITEMは発動しない（オフライン店では発動してしまう店舗もある）。
なお、超MARBLEチャンスではMARBLE ITEMスロットは発生しない。（アイテム自体を使うことは可能だが、アイテム追加分の球数も6分の1に変更される）

### ボール追加ルーレット
MARBLEチャンスで各JACKPOTチャンスのリーチの状態で終了、もしくは超MARBLEチャンスでJACKPOTチャンスに入らなかった時に発生する。100円を課金することでスロット画面前の抽選機で、マーブルを用いた抽選に挑戦ができる。最初のポケット配置は一つのみのボール20球（超MARBLEチャンス時は3球）追加・スロットストック+2のみだが、当選したスロットストック+2ポケットはボール追加ポケット10球（超MARBLEチャンス時は1球）に変わり、継続して挑戦が可能である。500円を入れると10球、超だと1球が3個か4個追加される。

## マーブル JACKPOTチャンス
初期値は500~2000球（大抵1000球、MAXは5000球）。
本作のJACKPOT数値は、MARBLEチャンスで抽選に用いたマーブルの球数の半分の数が加算される（割り切れない場合は少数分が加算、超MARBLEチャンスの場合は3倍）。JACKPOT数値分のマーブルは天井に貯留され、数値の加算と同時に天井にマーブルが追加で射出される。天井のマーブルはJACKPOT獲得時に中央の払い出し機構に流し込まれて払い出される。JP直後や故障などで天井へのマーブルの貯留が追い付いていない場合や2001球目以降は通常払い出し口から残りの獲得分が払い出される。
最初にMARBLEチャンスのマーブルJACKPOTチャンスポケットで最終的に獲得した球数が中央の観覧車に向けて射出され上の方に運ばれていく。
JACKPOTを獲得するには、マーブルを手前のNEXTポケットまで左右に傾けて抽選する第1抽選『ハーフパイプ』、更に通過したマーブルを手前中央のNEXTポケットまで前後に傾けて抽選する第2抽選『パチンコ坂』を通過する必要があり、残りの通過した球数を用いて最終抽選『JPクルーン』にマーブルを一斉に発射して抽選を行う。第1・第2抽選のWINポケットは10球（2019年12月のアップデート以降は5球）で『JPクルーン』の配当ポケットは「10球」「20球」「50球」「20球」「10球」「JACKPOT」となっており、「JACKPOT」ポケットに入賞することでJACKPOT分のマーブルを獲得することができる。
更に2球目以降「JACKPOT」ポケットに入賞した場合は「JPポケット追加ゲットボーナス」として1球につき200球が加算される。
JACKPOT獲得に失敗した場合は、MARBLEチャンスとJACKPOTチャンスで獲得した総配当が払い出される。（JP獲得時は、その配当は没収）

## パレードモード /プレミアムパレードモード
MARBLEチャンスで入賞した回数分スロットを回転させる（課金ルーレットからの場合は固定の6回）。図柄は「7」「Ｄ」「BIGマーブル」ストックレベル配当分払い出しの「WIN」となる。回転数が0になると、「パレード継続チャレンジ」に移行してスロット画面前の抽選機にマーブルが発射され抽選を行う。なお、パレードモード中にMARBLEチャンス・SP抽選でパレードモードを獲得した場合は継続中のモードが終了するまで保留される。
- 継続 - 基本的に10～20球払い出し+終了ポケットに変化。
- 終了 - パレードモード終了。
- マーブル JACKPOT チャンス - 抽選球数6球でダイレクトマーブルJACKPOTチャンス。
- パレード  JACKPOT- 表示球数分のマーブル払い出し。入賞するごとに200球→300球→400球→500球と増加していく。最大1500球。

MARBLE JACKPOTチャンスポケットやパレード JACKPOT、レインボーJPチャンスに入賞すると終了に変化していたポケットは、継続ポケットとなり復活する。
2019年12月のアップデート済の場合は、通常スロットで７７７が揃うとプレミアムパレードモードに突入する。（マーブルチャンスのパレードモードはステップアップJPに変更）スロットのオッズが通常時より多くなり（ヴィーナスファウンテンと同じ）、スロット回転数が固定の15回になった。また、「パレード継続チャレンジ」では、パレードJPやマーブルJPチャンスのエリアが広がり、レインボーJPチャンス（6球）のエリアが登場した。（ただし、レインボーJPチャンスのエリアはかなり狭い）また、パレードJPは、1回目が300球に変更。これにより、フォーチュントリニティのレジェンドモードに相当する破壊力をもつようになった。

## レインボーJACKPOTチャンス
1回のMARBLEチャンス・超MARBLEチャンスでマーブルJACKPOTチャンスとパレードモード(2019年12月のアップデートではステップアップJP)を同時に獲得すると出現する。条件を満たしていない場合にも一定確率で稀に出現することがある。
出現中は、MARBLEチャンスの盤面にレインボー JACKPOTチャンスのエリアが出現し、マーブル JACKPOTチャンスやパレードモードなどのボーナスと同じく、レインボー JACKPOTチャンスに6球(1球)以上入賞することでレインボーJACKPOTチャンスに挑戦可能。
ただし、レインボーJACKPOTチャンスエリア出現中にMARBLEチャンス・超MARBLEチャンスでマーブルJACKPOTチャンス・パレードモード・レインボーJACKPOTチャンスのいずれかを獲得すると、レインボーJACKPOTチャンスのエリアが消滅してしまう。
2019年12月のアップデートではプレミアムパレードモードの「パレード継続チャレンジ」でダイレクトレインボーJPチャンスのエリアを入賞で挑戦できるがこちらは6球固定となります。
- レインボーJACKPOTチャンス - 6球(超MARBLEチャンスでは1球)入賞で抽選権利獲得。獲得後は入賞ごとに、抽選で使用される球数が1球増加。

レインボーJACKPOTチャンスもマーブル JACKPOTチャンスと同じく、第1抽選の『ハーフパイプ』、第2抽選の『パチンコ坂』、そして最終抽選の『JPクルーン』を使って抽選される。
マーブルJACKPOTチャンスの時と同じく、『JPクルーン』の「JACKPOT」ポケットに入賞することでJACKPOTを獲得できる。
レインボーJACKPOTの配当はマーブル JACKPOTの配当＋ダイレクトWINチャレンジ抽選でダイレクト500or1000or1500or3000クレジット（標準設定）。なお、配当が高額になるほどそのエリアが狭くなる。更に2球目以降「JACKPOT」ポケットに入賞した場合の「JPポケット追加ゲットボーナス」も適用される。
レインボーJP演出ではスタッフロールが流れる。
(極稀にマーブルJACKPOTからもダイレクトWINチャレンジ抽選が発生する可能性がある)。